# Megaselia quartopallida
Megaselia quartopallida är en tvåvingeart som beskrevs av Rudolf Beyer 1965. Megaselia quartopallida ingår i släktet Megaselia och familjen puckelflugor. Inga underarter finns listade i Catalogue of Life.